# Tattoos
Tattoos è il terzo album di Jason Derulo, pubblicato a settembre 2013.

## Descrizione
Pubblicato dalla Beluga Heights Records e dalla Warner Bros. Records, l'album include una serie di generi musicali: su tutti pop, R&B e EDM.
Tra i produttori che hanno lavorato sul disco vi sono RedOne, Ricky Reed, DJ Frank E, Jonas Jeberg e Martin Johnson.
Il disco include diverse collaborazioni come quelle con i rapper 2 Chainz, The Game e Pitbull, nonché con la sua fidanzata Jordin Sparks.
Il disco è stato preceduto dal singolo The Other Side. Il secondo singolo Talk Dirty, che include la collaborazione con 2 Chainz, ha raggiunto la vetta delle classifiche di diversi Paesi. Il quarto singolo Trumpets è stato pubblicato il 7 settembre 2013 e nel 2014 ne è stata realizzata una versione con la cantante francese Maude Harcheb.
L'album è stato promosso con un tour mondiale che è partito nel febbraio 2014 dalla Francia e che ha visto Conor Maynard nel ruolo di "opening-act".

## Tracce
1. The Other Side – 3:46
2. Talk Dirty (feat. 2 Chainz) – 2:58
3. Marry Me – 3:45
4. Tattoo – 3:26
5. Trumpets – 3:37
6. Vertigo (feat. Jordin Sparks) – 3:53
7. Fire (feat. Pitbull) – 3:36
8. Side Fx (feat. The Game) – 3:29
9. Stupid Love – 3:34
10. With the Lights On – 3:11
11. Rest of Our Life – 3:04

### Tracce Bonus
1. Wiggle (feat. Snoop Dogg) – 3:13
2. Zipper – 2:57
3. Bubblegum (feat. Tyga) – 3:25
4. Kama Sutra (feat. Kid Ink) – 3:37

## Classifiche
| Classifica (2013) | Posizione raggiunta |
| Australia         | 5                   |
| Regno Unito       | 5                   |
| ----------------- | ------------------- |